# Marie Herberger
Marie Herberger (* 1990 in Saarbrücken) ist eine deutsche Rechtswissenschaftlerin und Hochschullehrerin an der Universität Bielefeld.

## Leben und Wirken
Herberger studierte ab 2009 Rechtswissenschaften an der Universität des Saarlandes. Nach ihrem 2014 dort abgelegten Ersten Staatsexamen absolvierte sie den postgradualen Masterstudiengang „Europäisches und Internationales Recht“ am dortigen Europa-Institut. Ab 2015 war sie als wissenschaftliche Mitarbeiterin am Saarbrücker Lehrstuhl von Markus Würdinger tätig. Unter dessen Betreuung wurde sie von der Universität des Saarlandes 2018 mit der familienrechtlichen Schrift Von der „Schlüsselgewalt“ zur reziproken Solidarhaftung zur Dr. iur. absolviert. Anschließend absolvierte sie im Bezirk des Oberlandesgerichts Zweibrücken ihr Rechtsreferendariat ab, das sie 2020 mit dem Zweiten Staatsexamen abschloss. Parallel zu ihrem Referendariat war sie weiterhin wissenschaftliche Mitarbeiterin am Lehrstuhl von Markus Würdinger und blieb dies auch, als dieser 2019 an die Universität Passau wechselte. In Passau habilitierte Herberger sich 2022.
Anschließend vertrat Herberger einen Lehrstuhl an der Universität Bielefeld. Dort übernahm sie noch im selben Jahr den Lehrstuhl für Bürgerliches Recht, Zivilverfahrensrecht, Methodenlehre und Recht der Digitalisierung, der 2024 um den Zusatz „Legal Tech“ ergänzt wurde. Zudem ist sie Mitglied des wissenschaftlichen Beirats der Deutschen Gerichtsvollzieher Zeitung.

## Forschung und Lehre
Herbergers Forschungsschwerpunkte liegen insbesondere im Recht der Digitalisierung und der Künstlichen Intelligenz und deren Auswirkungen für das Rechtswesen. In diesem Gebiet ist sie Initiatorin eines Pilotprojekts zur Einführung volldigitalisierter Klausuren, die zudem von einer KI korrigiert wurden. Darüber hinaus ist sie Mitkommentatorin zahlreicher verfahrensrechtlicher Vorschriften in Kommentaren zur Zivilprozessordnung und zum Arbeitsgerichtsgesetz. Zudem ist sie Mitherausgeberin des juris-Praxiskommentars zum BGB, in dem sie familienrechtliche Vorschriften und den Abschnitt zur Draufgabe kommentiert. Im Staudinger ist sie die Verfasserin des 2029 erscheinenden Abschnitts zum Testament nach §§ 2064ff. BGB.

## Publikationen (Auswahl)
- „Ausnahmen sind eng auszulegen“ - Die Ansichten beim Gerichtshof der Europäischen Union. Duncker & Humblot, Berlin 2016, ISBN 978-3-428-15120-2.
- Von der „Schlüsselgewalt“ zur reziproken Solidarhaftung. Mohr Siebeck, Tübingen 2019, ISBN 978-3-16-156284-6 (Dissertation).
- Menschenwürde in der Zwangsvollstreckung. Mohr Siebeck, Tübingen 2022, ISBN 978-3-16-161207-7 (Habilitationsschrift).